# Steinfort
Steinfort (lb. Stengefort) − miejscowość i gmina w południowo-zachodnim Luksemburgu, w kantonie Capellen. Do 3 października 2015 gmina leżała w dystrykcie Luksemburg. 

## Podział administracyjny
Do miasta należą cztery miejscowości (Uertschaft):
1. Grass
2. Hagen (Hoen)
3. Kleinbettingen (Klengbetten)
4. Steinfort (Stengefort)